# 渡瀬祇園祭
渡瀬祇園祭（わたぜぎおんまつり）は、毎年7月中旬～下旬の土曜日に福岡県みやま市高田町下楠田・渡瀬地区で行われる夏祭りである。

## 概要
由来は定かではないが、江戸時代に始まったとされている。『柳川市史別冊　図説立花家記』では筑後国柳河藩の夏の行事として、柳川藩領内の多くの神社で祇園会が行われていたとしている。
1992年（平成4年）までは、開眼後、大名行列が出発し、大蛇山が続き、町内を巡回していた。町の広場で大蛇を取り壊し、青年たちによる目玉、各部分の争奪戦が祭りの最大の醍醐味であった。現在では参加者不足のため、また、火を使う祭事で危険を伴う事もあり簡略化された。

## 交通アクセス
- 西鉄天神大牟田線
  - 西鉄渡瀬駅（徒歩15分）

## 関連記事
- 祇園祭
- 大蛇山 (祭り)
  - おおむた『大蛇山』まつり
  - 中島祇園祭り
  - 江浦町祇園祭
  - なんかん夏まつり